# Lincolnshire (Illinois)
Lincolnshire ist ein Vorort von Chicago im US-Bundesstaat Illinois. Das U.S. Census Bureau hat bei der Volkszählung 2020 eine Einwohnerzahl von 7940 ermittelt.

## Geographie

### Geographische Lage
Lincolnshire umfasst ein Gebiet von 12,1 km², wovon 0,24 km² auf Wasserflächen entfallen. Der Ort liegt 40 km nördlich von der Innenstadt von Chicago und rund 90 km südlich von Milwaukee an der Interstate 94. Durch den Ort fließt der Des Plaines River.

### Nachbargemeinden
Lincolnshire liegt in unmittelbarer Nachbarschaft zu Mettawa, Lake Forest, Riverwoods und Buffalo Grove.

## Geschichte
Lincolnshire wurde am 2. Dezember 1957 als Wohnstadt gegründet. Da die Grundstücke hauptsächlich für wohlhabende Familien vermarktet wurden, blieb der Ort bis in die 1980er Jahre ein ruhiger Wohnort mit geringem Wachstum. Ende der 1980er und Anfang der 1990er Jahre wurden Stimmen laut, die das zurückhaltende Wachstumsverhalten der Stadt kritisierten, da der Verkehr im Ort durch das Wachstum der umliegenden Orte zunahm, Steuereinnahmen aber den anderen Gemeinden zugutekamen. Daraufhin versuchte Lincolnshire das gemeindefreie Gebiet Half Day einzugemeinden, scheiterte jedoch mit dem Vorhaben in einem Gerichtsverfahren gegen Vernon Hills. Nichtsdestotrotz gelang es der Stadt, Gewerbe im Ort anzusiedeln.

## Demografie

Bevölkerungsentwicklung

Im Jahr 2010 lebten 7275 Einwohner in Lincolnshire. Die Bevölkerung besteht zum größten Teil aus einer weißen oberen Mittelschicht, die hauptsächlich in eigentümerbewohnten Einfamilienhäusern wohnt. Der mittlere Wert der Wohnhäuser lag im Jahr 2000 bei 425.200 US-Dollar. 83 Prozent der Haushalte verfügte über zwei oder mehr Autos. Lediglich ein Prozent lebte unterhalb der Armutsgrenze.